# Антим Йерусалимски
Антим Йерусалимски (на гръцки: Άνθιμος) е арабски православен духовник, йерусалимски патриарх през 1788 – 1808 година.

## Биография
Роден е през 1717 година в арабско семейство в Месопотамия, но още като дете е отведен в Йерусалим. Там завършва Йерусалимската патриаршеска школа, която оглавява през 1765 година. През 1774 година става митрополит на Скитопол, през 1787 година митрополит на Кесария, а малко по-късно заема патриаршеския престол. До края на живота си живее главно в Константинопол, където има влияние над султан Селим III.
Антим Йерусалимски умира на 10 ноември 1808 година в Константинопол.